# Beheaded
Beheaded är ett maltesiskt brutal death metal-band från Fgura, grundat 1991.

## Historik
Bandet grundades av trummisen Chris Brincat och gitarristen David Bugeja och var Maltas andra death metal-band efter Biblical Infamy. Den som varit medlem längst i bandet är basisten David Cachia.
Efter att ha spelat in demon Souldead (1995) tecknade bandet skivkontrakt med det svenska bolaget X-treme Records. Debutalbumet, Perpetual Mockery, släpptes 1998. Det är bandets enda skiva med vokalisten Marcel Scalpello. Beheaded skulle komma att ha ytterligare två sångare innan gruppens nuvarande vokalist Frank Calleja anslöt. Hans första sånginsats kom i och med släppet av Never to Dawn (2012).
Beheaded har släppt sju studioalbum. Det senaste, Għadam, gavs ut i juli 2025. Med undantag för en tidigare låt är detta bandets första album med texter på maltesiska. Singeln "Il-Kittieb" med tillhörande musikvideo släpptes i maj 2025.

## Live
Beheaded har turnerat med bland andra Vader och Dying Fetus.

## Medlemmar
Nuvarande medlemmar
- David Cachia – basgitarr, sång (1993– )
- Frank Calleja – sång (2008– )
- Davide Billia – trummor (2014– )
- Simone Brigo – gitarr (2015– )
- Fabio Marasco – gitarr (2021– )

Tidigare medlemmar
- James Horton – gitarr
- Clint Aquilina – sång
- Chris Brincat – trummor (1991–2014)
- David Bugeja – gitarr (1991–2003)
- Marcel Scalpello – sång (1991–1992, 1993–1996, död 2023)
- Tyson Fenech – gitarr (1993–1995)
- Omar Grech – gitarr (1995–2021)
- Lawrence Joyce – sång (1996–2004)
- Chris Mintoff – gitarr (2003–2009)
- Melchior Borg – sång (2004–2008)
- Nick Farrugia – gitarr (2008–2009)
- Robert Agius – gitarr (2012–2014)

## Diskografi
Studioalbum
- Perpetual Mockery (1998)
- Recounts of Disembodiment (2002)
- Ominous Bloodline (2005)
- Never to Dawn (2012)
- Beast Incarnate (2017)
- Only Death Can Save You (2019)
- Għadam (2025)

EP
- Resurgence of Oblivion (2000)

Singlar
- "A Greater Terror" (2019)
- "The Charlatan's Enunciation" (2019)
- "Il-Kittieb" (2025)

Demo
- Souldead (1995)